# مشعلية أجمية
مشعلية أجمية (الاسم العلمي:Aethionema caespitosum) هي نوع من النباتات تتبع جنس المشعلية من الفصيلة الصليبية.